# النصوص البوذية

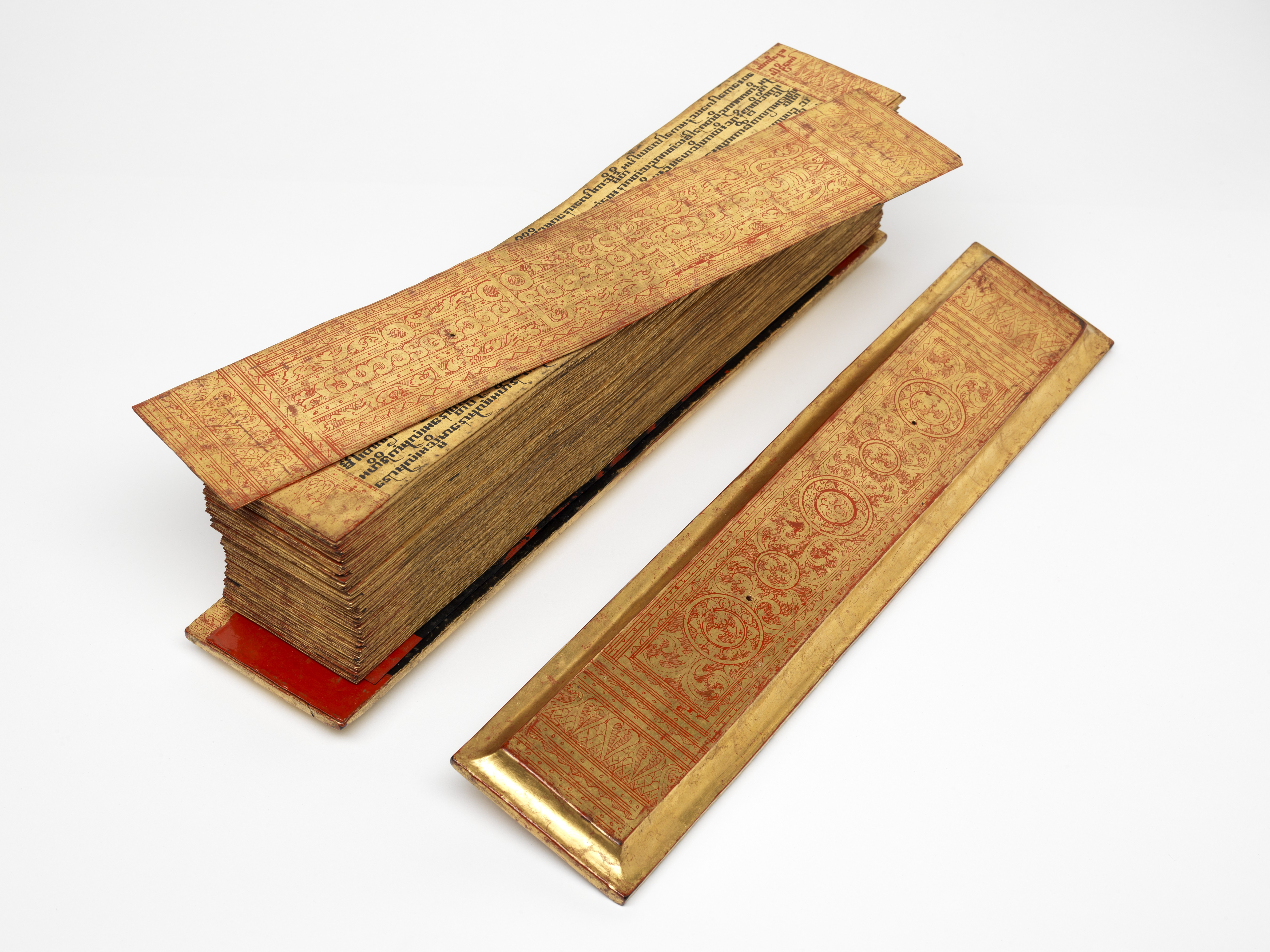
مجموعة المخطوطات البورمية-البالية الآسيوية

كانت النصوص البوذية تُنقل في الأساس بالتواتر الشفهي عن طريق الرهبان البوذيين، لكنها دُونت في ما بعد وصيغت على شكل مخطوطات بلغات هندوآرية متنوعة تُرجمت لاحقًا إلى لغات محلية أخرى مع انتشار البوذية، ويمكن تصنيف هذه النصوص بعدة طرق. وقد استُخدمت المصطلحات الغربية مثل «النص المقدس» و«النص القانوني» لوصف النصوص البوذية بطرق متناقضة من قِبل الباحثين الغربيين: فعلى سبيل المثال، تشير إحدى المراجع إلى «النصوص المقدسة والنصوص القانونية الأخرى»، في حين يقول مرجع آخر إنه من الممكن تصنيف النصوص المقدسة إلى نصوص قانونية وتفسيرية وشبه قانونية. وقد قسّمت التقاليد البوذية هذه النصوص عمومًا وفقَ أصنافها وأقسامها الخاصة، إذ تُعرف نصوص كثيرة من بين نصوص البوذافاكانا (بالإنجليزية: buddhavacana، أي: «كلمة بوذا») باسم نصوص الـ«سوترا»، في حين تُعرف نصوص أخرى بأسماء مثل الـ«شاسترا» (أي الرسائل) أو الـ«أبهيدارما».
لقد كُتبت هذه النصوص الدينية بلغات وأبجديات مختلفة عديدة، لكن كان لحفظها وتلاوتها ونسخها أهمية كبيرة. وحتى بعد تطوير الطباعة، ظل البوذيون يفضلون المحافظة على عاداتهم الأصلية في التعامل مع هذه النصوص.

## البوذافاكانا

### المعايير التقليدية
وفقًا لدونالد لوبيز، فقد تطورت المعايير التي تميز نصوص البوذافاكانا (كلمة بوذا) من غيرها في مرحلة مبكرة، ولا توحي الصيغ الأولى أن مفهوم الدارما يقتصر على ما نطق به بوذا التاريخي. وقد اعتبرت كل من مدرستَي ماهاسامغيكا ومولاسارفاستيفادا (بالإنجليزية: Mahāsāṃghika and Mūlasarvāstivāda) حوارات بوذا وتلاميذه من ضمن نصوص البوذافاكانا، واعتُبر عدد من الأشخاص أو الكائنات -مثل المستنيرين (البوذا) وتلاميذ بوذا والريشي وكائنات الديفا- قادرين على نقل البوذافاكانا. وكان محتوى هذه الحوارات آنذاك يقارَن بنصوص السوترا والفينايا ويُقيَّم قياسًا بطبيعة الدارما، وبعد ذلك يمكن توثيق هذه النصوص باعتبارها بوذافاكانا حقيقية وردت على لسان أحد المستنيرين البوذا أو أحد أفراد السانغا –وهم مجموعة صغيرة من ذوي المراتب العليا- أو أحد الكبار واسعي المعرفة.

### في بوذية تيرافادا
في طريقة تيرافادا البوذية، تُعد شريعة بالي هي المجموعة القياسية لنصوص البوذافاكانا.
يعتقد بعض الباحثين أن بعض أجزاء شريعة بالي ونصوص الأغاما قد تحتوي الجوهر الحقيقي لتعاليم بوذا التاريخية (وربما حتى كلماته ذاتها).

### في بوذية شرق آسيا
في بوذية شرق آسيا، النصوص التي تُعتبر من البوذافاكانا مجموعة في الشريعة البوذية الصينية، وأكثر نسخ هذه الشريعة انتشارًا هي تايشو تريبيتاكا (بالإنجليزية: Taishō Tripiṭaka)، وهي نفسها مبنية على التريبيتاكا الكورية.
وفقًا للموقر هسوان هوا من تراث البوذية الصينية، ثمة خمسة أنماط من الكائنات التي تستطيع أن تنطق بنصوص السوترا البوذية، وهم: المستنيرون البوذا، وتلاميذ بوذا، والديفا، والريشي، أو تجليات أحد هذه الكائنات. لكن يُشترط بهذه النصوص قبل ذلك أن تتلقى تصديقًا من أحد المستنيرين البوذا على أن محتوياتها تُعد من الدارما الحقيقية، ثم يُمكن اعتبار نصوص السوترا هذه من البوذافاكانا بشكل نظامي.
في بعض الأحيان، يمكن أن يصنّف البعض نصوصًا معينة باعتبارها نصوصًا تفسيرية، في حين يعتبرها آخرون من نصوص البوذافاكانا.
طورت بوذيةُ شينغون نظامًا نسبَ تأليف نصوص السوترا الأولى إلى غوتاما بوذا في تجليه الملموس، ونصوص سوترا إيكايانا (بالإنجليزية: Ekayana) إلى بوذا في تجلي سامبوغاكايا (بالإنجليزية: Sambhoghakaya)، ونصوص فاجرايانا إلى بوذا في تجلي دارماكايا (بالإنجليزية: Dharmakaya).

### في البوذية التبتية
في البوذية التبتية، النصوص التي تُعد من البوذافاكانا مجموعة في شريعة كانغيور. ولطالما جمعت الشرائع البوذية الشرق آسيوية والتبتية بين البوذافاكانا وأصناف أدبية أخرى في نُسخ مجموعاتها القياسية، غير أن الرؤية العامة لمعيار تمييز نصوص البوذافاكانا من غيرها متشابهة كثيرًا في بوذية شرق آسيا والبوذية التبتية. وتضم شريعة كانغيور التبتية –التي تنتمي إلى مدارس متنوعة تابعة لبوذية فاجرايانا التبتية- نصوصَ تانترا إضافةً إلى نصوص السوترا والفينايا.